# Fernando Chui Sai-on
Fernando Chui Sai-on (崔世安S; Macao, 13 gennaio 1957) è un politico macaense.